# Ingaevoner
Ingaevoner, även ingvaeoner, var en av de germanstammar som jämte herminoner och istvaeoner tillhörde den ursprungliga folkgrupperna av västgermanerna enligt den romerska historikern Tacitus. De anses ha fått sitt namn från sin gud Ingr, som i sin tur möjligen var ett tidigare namn på Oden.
Ingaevonerna (eller ingevonerna) var den folkgrupp som bodde vid nordsjökusten fram till Elbe. De omfattade flera stammar, av vilka chaukerna var de mäktigaste vid århundradena runt vår tideräknings början. En annan stor folkstam bland ingaevonerna var friserna som var bosatta i vad som numera är norra Holland. De var ett av de få folk som förblev bofasta på samma plats under hela folkvandringstiden, nämligen vid nordsjökusten, i Jutland (nuvarande Jylland), Holstein, Friesland och de danska öarna.